# 许还幻
许还幻（1977年10月2日—），中国女演员，毕业于北京电影学院96级表演系，曾经参加过多部影视剧的演出。

## 作品

### 电视剧
- 1998年
- 《实习生的故事》 饰演：任一鸣
- 《老噶包村记》 饰演：李豆叶
- 1999年
- 《表演系的故事》 饰演：岚眉
- 《一级恐惧》　　饰演：李玉
- 2000年
- 《像雾像雨又像风》 饰演：范丽君
- 2001年
- 《秦始皇》 饰演：黎姜
- 《皇朝太医》 饰演：小猪
- 《某年某月某一天》 饰演：陆雪婷
- 2002年
- 《尘埃落定》 饰演：桑吉桌玛
- 《倚天钦差》 饰演：雪奴
- 2003年
- 《爱情双行线》 饰演：新锐
- 《萍踪侠影》 饰演：水晶
- 《正义令天下》饰演：小笼包
- 2004年
- 《前门楼子九丈九》饰演：敬平
- 《傻小李元霸》饰演：邵阳公主
- 《精卫填海》饰演：湘瑶
- 2005年
- 《海拔4700》饰演：卓玛
- 2006年
- 《樱桃正红》饰演：夏冷青果
- 2007年
- 《夜幕下的哈尔滨》饰演：柳絮飞
- 《围屋里的桃花》饰演：夏禾
- 2008年
- 《反抗之真心英雄》饰演：万雪儿
- 2009年
- 《天师钟馗之人鱼痴恋》饰演：鲤鱼精晓莲
- 《地道战》饰演：陈小兴
- 《三十不惑》饰演：戴晓彤
- 《兵圣》饰演：翟芊
- 2010年
- 《乱世玉缘》
- 2014年
- 《刀客家族的女人》饰演：石彩凤

### 电影
- 1999年《二亮浪漫曲》 饰演：青青
- 2006年《水浒外传》饰演：扈三娘
- 2008年《泰山功夫》饰演：林心怡
- 2009年《玫瑰谷》饰演：冉小卉
- 2014年《太平輪：亂世浮生I》饰演：周蘊芬姐姐

### 话剧
- 《春桃》 饰演：春桃
- 《蒲田进行曲》 饰演：小夏
- 《旦丁街凶杀案》 饰演：玛格丽特·蒂波
- 《烟熏橡木》 饰演：多丽丝·高
- 《北京人》 饰演：瑞贞

## 广告
- 肯德基
- 承德露露

## 荣誉
- 2007年许还幻荣获“时尚风云榜”年度最受关注女演员奖
- 2004年许还幻荣获“金南方年度最具魅力影视新人”奖
- 《尘埃落定》荣获2001年金鹰节观众最喜爱电视剧奖
- 《实习生的故事》荣获1998年飞天奖最佳电视剧奖